# 彩云镇 (禄丰市)
彩云镇，原称罗川镇，是中华人民共和国云南省楚雄彝族自治州禄丰市下辖的一个乡镇级行政单位。彩云镇隶属楚雄州禄丰县，位于禄丰县城西南部，东界金山网址恐龙山镇，西靠楚雄市苍岭镇，南与双柏县大庄乡接壤，北与广通镇、一平浪相邻。距省城昆明109公里，州政府楚雄45公里，距县城禄丰58公里。辖9个村委会、101个村民小组、124个自然村。现有农户4945户，有乡村人口20299人，其中：农业人口18290人，劳动力11269人，其中：从事第一产业人数8032人。 
全镇国土面积302.8平方公里，海拔1400米，年平均气温 17.8℃，年降水量580.4毫米，适合种植水稻等农作物。有耕地面积26774亩，人均耕地1.1亩，林地367958.4 亩。2012年全镇经济总收入17183.03万元，农民人均纯收入5469.79元。农民收入主要以种植业和养殖为主。

## 行政区划
彩云镇下辖以下地区：
彩云村、罗川村、朋溪村、松石村、东营村、竹溪村、白杨村、南河村和南平村。